# 台湾鳞叶藓
台湾鳞叶藓（学名：Taxiphyllum taiwanensis）为灰藓科鳞叶藓属下的一个种。